# 1952年ヘルシンキオリンピックのスウェーデン選手団
1952年ヘルシンキオリンピックのスウェーデン選手団（1952ねんヘルシンキオリンピックのスウェーデンせんしゅだん）は、1952年7月19日から8月3日にかけてフィンランドの首都ヘルシンキで開催された1952年ヘルシンキオリンピックのスウェーデン選手団、およびその競技結果。

## 概要
今大会は金メダル12個、銀メダル13個、銅メダル10個の合計35個のメダルを獲得した。
陸上競技男子10km競歩では、ヨーン・ミカエルソンが前回1948年ロンドンオリンピックに続いて金メダルを獲得し2連覇を達成した。

## メダル
| メダル | 選手名               | 競技 | 種目           |
| ------ | -------------------- | ---- | -------------- |
| 金     | ヨーン・ミカエルソン | 陸上 | 男子10km競歩   |
| 銅     | グスタフ・ヤンション | 陸上 | 男子マラソン   |
| 銅     | ラグナー・ルンドベリ | 陸上 | 男子棒高跳     |
| 銅     | イェラン・ラーション | 競泳 | 男子100m自由形 |